# Pieter Van Keymeulen
Pieter Van Keymeulen (28 maart 1985) is een Vlaamse acteur en zanger.

## Biografie
Van Keymeulen volgde opleidingen bij de!Kunsthumaniora en bij Fontys Hogeschool voor de Kunsten in Tilburg richting Muziektheater. Hij werd bekend door zijn rollen in de televisieseries Spring (2007/2008), Sara (2008) en David (2010). 
Na enkele jaren werkzaam te zijn geweest in de marketing en het toerisme speelde hij in 2018 mee in de musical Blood Brothers. Op 7 mei 2019 verscheen Van Keymeulen in de rol van brandweerman Laurens in de serie Familie. Hij is in het najaar 2019 te zien in Kiss of the Spider Woman. 
Hij bracht in 2019 twee singles uit genaamd “You’re The First, The Last, My Everything” en "Je Neemt Me Mee".

## Filmografie
| Jaar      | Serie   | Rol               | Opmerkingen      |
| --------- | ------- | ----------------- | ---------------- |
| 2008      | Thuis   | Matisse           | een aflevering   |
| 2007-2008 | Spring  | Steven Geubens    | 104 afleveringen |
| 2008      | Sara    | Nils De Rovere    | 75 afleveringen  |
| 2010      | David   | Sven Vandenbrande | 14 afleveringen  |
| 2019      | Familie | Laurens Gebreurs  |                  |

## Musicals
| Jaar | Musical                               | Rol           | Locatie                                  | Productiehuis |
| ---- | ------------------------------------- | ------------- | ---------------------------------------- | ------------- |
| 2018 | Blood Brothers                        | Verteller     | Fakkeltheater: De Rode Zaal te Antwerpen | InTeam vzw    |
| 2019 | Kiss of the Spider Woman              | Valentin      | Fakkeltheater: De Rode Zaal te Antwerpen | InTeam vzw    |
| 2021 | Irving Berlin - Een Muzikale Monoloog | Irving Berlin | Fakkeltheater Antwerpen                  | FictieFirma   |

## Discografie
| Jaar | Titel                                     |
| ---- | ----------------------------------------- |
| 2019 | Je Neemt Me Mee                           |
| 2019 | You’re The First, The Last, My Everything |
| 2003 | End of the Road (Sodapop)                 |
| 2003 | It Must Be Love (Sodapop)                 |
| 2003 | (You're My) Angel (Sodapop)               |